# Бархатная революция в Армении
Бархатная революция в Армении (арм. Թավշյա հեղափոխություն Հայաստանում) — серия антиправительственных акций протестов различных гражданских групп в апреле — мае 2018 года, во главе с депутатом парламента Армении и главой партии «Гражданский договор» — Николом Пашиняном. Первоначально протесты и марши проводились в ответ на выдвижение бывшего президента Армении Сержа Саргсяна на пост премьер-министра, а затем против правящей Республиканской партии Армении.
Некоторые называют это событие мирной революцией, похожей на революции в других постсоветских государствах.
Революция в основном известна лозунгами «Сделай шаг, отвергни Сержа» (включая хэштег #RejectSerzh, который распространился в социальных сетях), «Опусти оружие, отвергни Сержа!», «Полицейский, присоединяйся!», «Против Сержа, подай сигнал».
В результате бархатной революции в Армении Серж Саргсян и правительство ушло в отставку, премьер-министром стал оппозиционный лидер Никол Пашинян.

## Ход событий

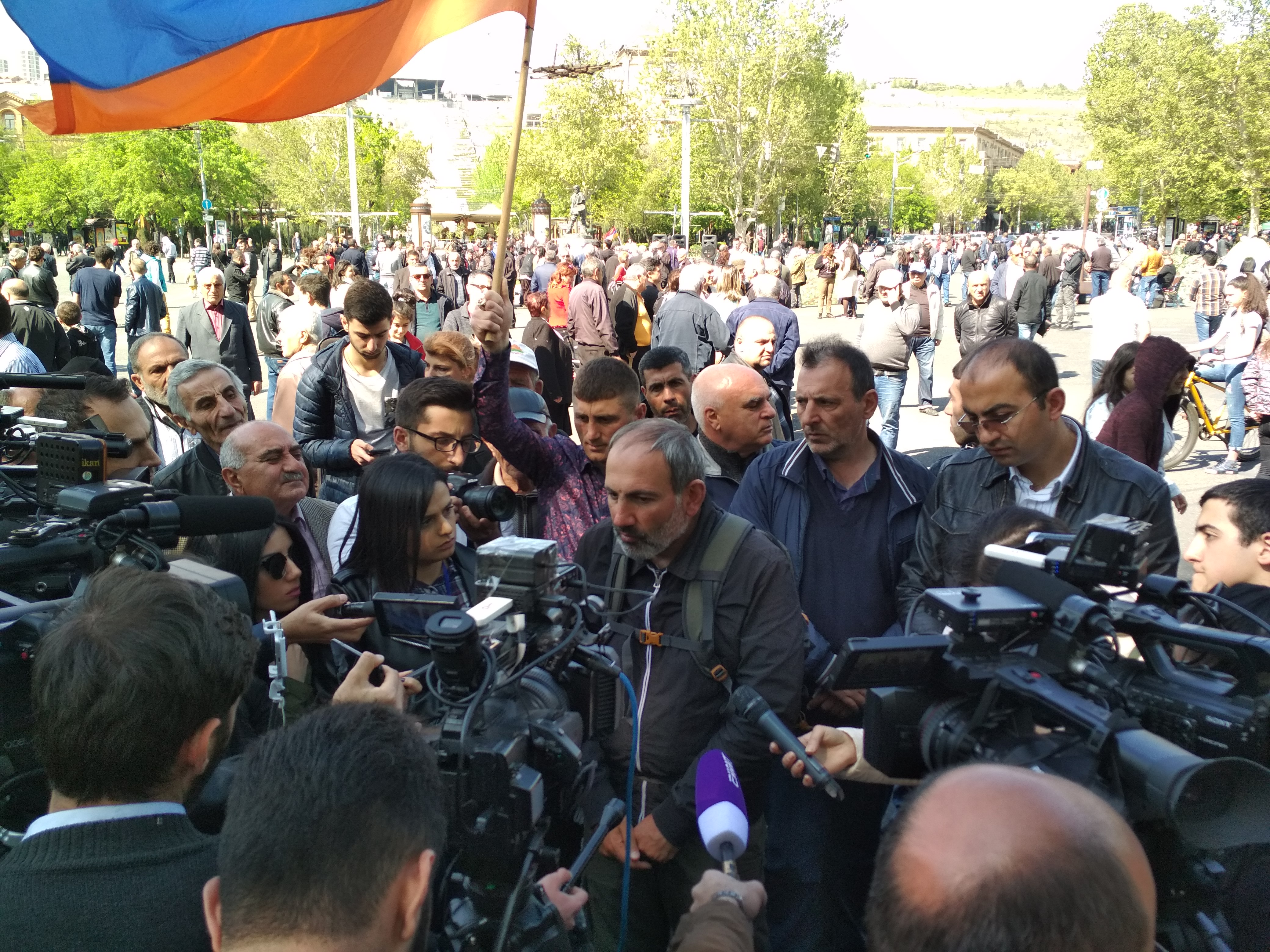
Никол Пашинян с протестующими 15 апреля

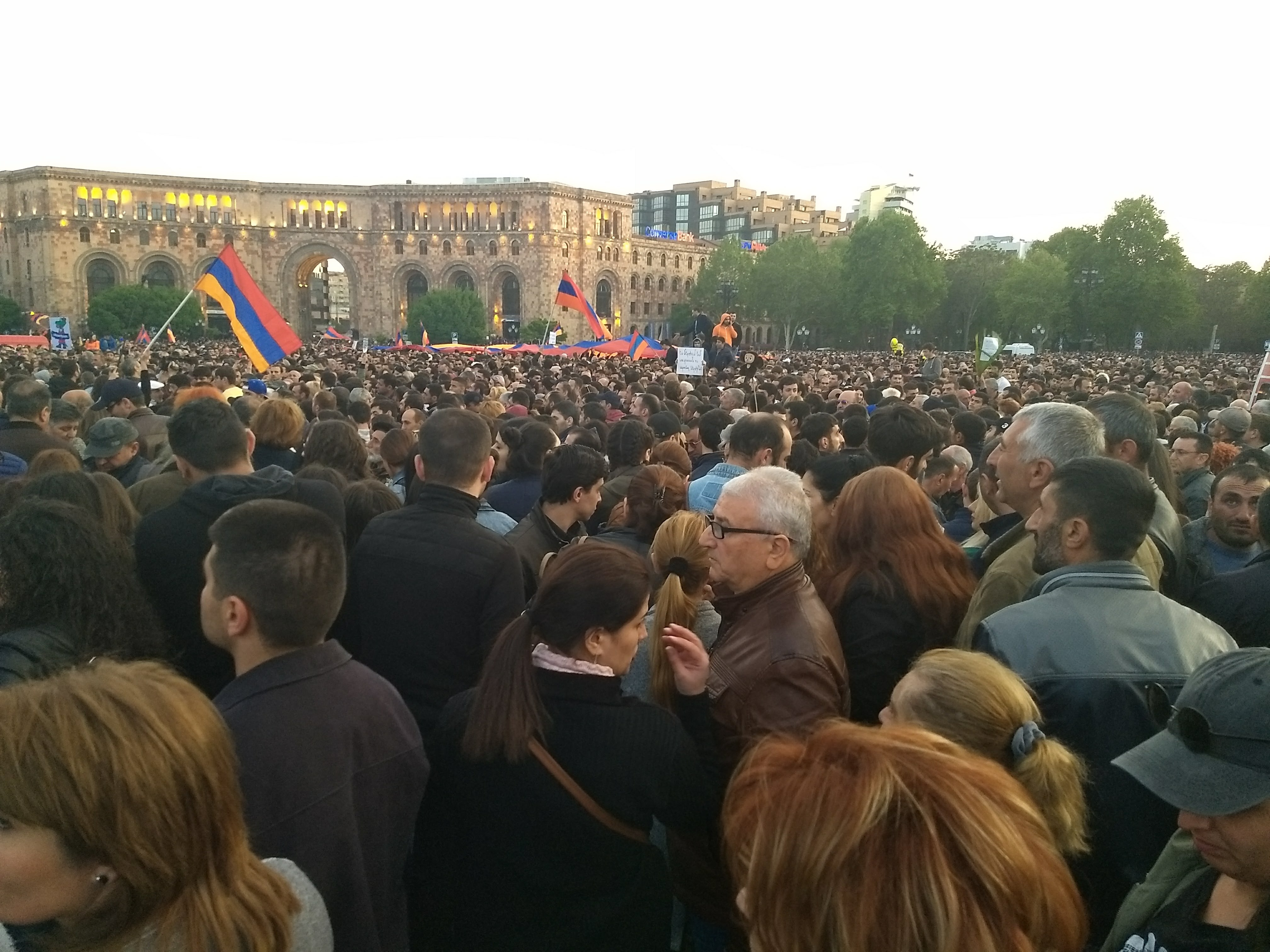
Митинг на Площади Республики 22 апреля

- 31 марта — из Гюмри стартовал двухнедельный марш на Ереван под названием «Мой шаг»[4].
- 11 апреля — представители оппозиционного блока партий «Елк» зажгли файеры в зале заседаний парламента Армении в знак протеста против назначения Саргсяна премьер-министром[5].
- 13 апреля — оппозиционеры и члены «Гражданского договора» перекрыли центр Еревана, и другие улицы, а потом начали круглосуточные протесты с установлением палаток. Группа студентов ЕГУ объявила о начале забастовки[6].
- 14 апреля — Республиканская партия и АРФ «Дашнакцутюн» предложили на пост премьер-министра Сержа Саргсяна.
- 15 апреля — протестующие блокировали площадь Франции в Ереване и перекрыли улицу Абовян, где начали сидячую забастовку. Лидер протеста Никол Пашинян со сторонниками перекрыл перекрёсток проспекта Баграмяна и Московской улицы. Позже оппозиционеры маршем прошли по улице Гераци и Налбандяна прямо мимо здания полиции Армении.

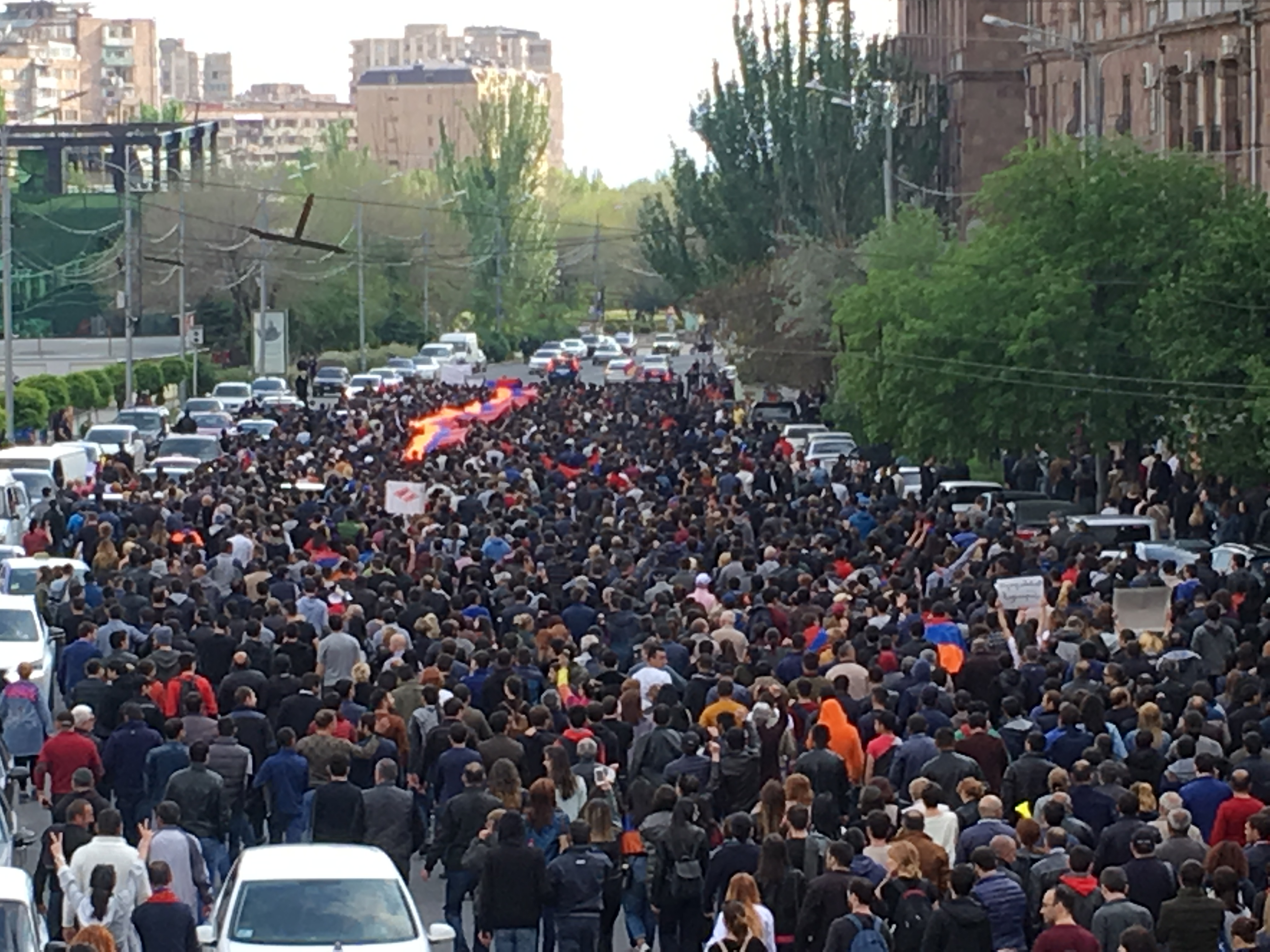
Протестующие на улице Ханджяна

- 16 апреля — возле здания Национального собрания Армении на проспект Баграмяна начались беспорядки. Протестующие во главе с оппозиционным депутатом от блока Елк Николом Пашиняном, лидером протеста, попытались прорваться сквозь полицейский кордон в здание. В результате беспорядков 29 демонстрантов пострадали, а в ереванский медицинский центр с осколочными ранениями различной тяжести были доставлены трое полицейских и депутат Пашинян. Пашинян вновь присоединился к демонстрантам после того, как получил в больнице первую медпомощь. Ранения получил также член оппозиционного движения «Мой шаг» Ален Симонян. В ответ на беспорядки полиция протянула колючую проволоку и применила против демонстрантов шумовые гранаты и слезоточивый газ[7][8]. Также протестующие перекрыли автомобилями движение на Киевском мосту, на мосту у Ленинградской улицы, а активисты в течение нескольких минут блокировали движение на станциях метро «Площадь Республики» и «Молодежная»[8]. Правящая коалиция, состоящая из партий Республиканская партия Армении и «Дашнакцутюн» выдвинули кандидатуру экс-президента страны Сержа Саргсяна на пост премьера[9]. В это же время Генеральная прокуратура возбудила уголовное дело по части 1 и 2 статьи 225 УК Армении «Организация массовых беспорядков, сопровождавшихся насилием, погромами, поджогами, уничтожением или повреждением имущества, применением огнестрельного оружия, взрывчатых веществ или взрывных устройств либо оказанием вооруженного сопротивления представителю власти»[10].

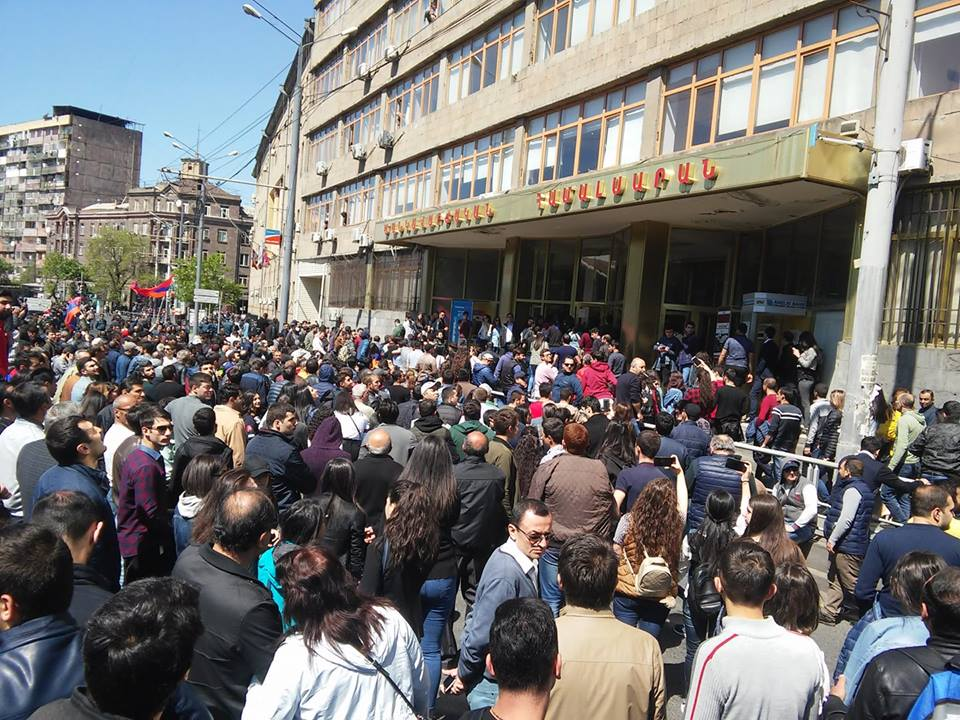
Блокирование Педагогического университета

- 17 апреля — ночью, протестующие заблокировали площадь Франции в центре Еревана, установили там палатки, дровяные печи и организовали пункт раздачи еды и напитков для тех, кто проведёт ночь на улице. В итоге остаются блокированными пять ключевых перекрёстков (перекрёсток улиц Туманяна и Абовяна, проспекта Маштоца и улицы Амиряна и др.)[11][12]. В этот день сообщалось о 80 задержанных полицией в Ереване[13]. Лидер протестующих в Ереване Никол Пашинян объявил о начале «бархатной революции» в стране, после того как Серж Саргсян был назначен премьер-министром. Митингующие с самого утра блокируют подъезды к зданию парламента в столице. Также протестующие проводят шествие по центру города, а в разных районах происходят локальные стычки с полицией. В течение дня были блокированы здания Генпрокуратуры, Центрального банка, Кассационного суда, Комитета госдоходов и новый правительственный корпус[14][15][16]. Вечером 17 апреля начался митинг в центре Еревана на площади Республики, на котором Никол Пашинян объявил о создании революционного комитета. Он призвал сторонников вновь выйти на улицы 18 апреля в 10 часов и продолжить перекрытие дорог, шоссе и блокировать ведомственные здания. Митинг начался на площади Франции, а завершился на площади Республики[17].
- 18 апреля — протесты продолжились в Ереване, полиция задерживала демонстрантов на площади Франции. В результате было задержано 66 демонстрантов[18]. Протестующие в течение дня блокировали ключевые транспортные магистрали и узлы столицы (проспект Маштоца, площадь Франции и ведущие на площадь улицы, улица Московян, проспект Баграмяна, перекрёсток улиц Демирчян-Прошян, проспект Саят-Нова, улицы Корюна и Чаренца, Алека Манукяна, Вардананц, проспект Тиграна Меца, перекрёсток улиц Григор Лусаворич — Агатангегос-Аршакунянц, улица Григора Лусаворича), а также здания государственных и учебных заведений (резиденция премьер-министра, Ереванский государственный университет, Армянский государственный педагогический университет имени Хачатура Абовяна, мэрия Еревана, МИД, Минюст, минкульт, диаспоры и МОН)[19]. Сообщалось о задержании за день 84 человек. С поддержкой протестующих выступил музыкант Серж Танкян. Пашинян призвал C.Танкяна и шансонье Шарля Азнавура приехать в Армению для обеспечения бескровного хода изменений[20]. Вечером на площади Республики прошёл митинг, а по окончании состоялось шествие до резиденции премьер-министра.

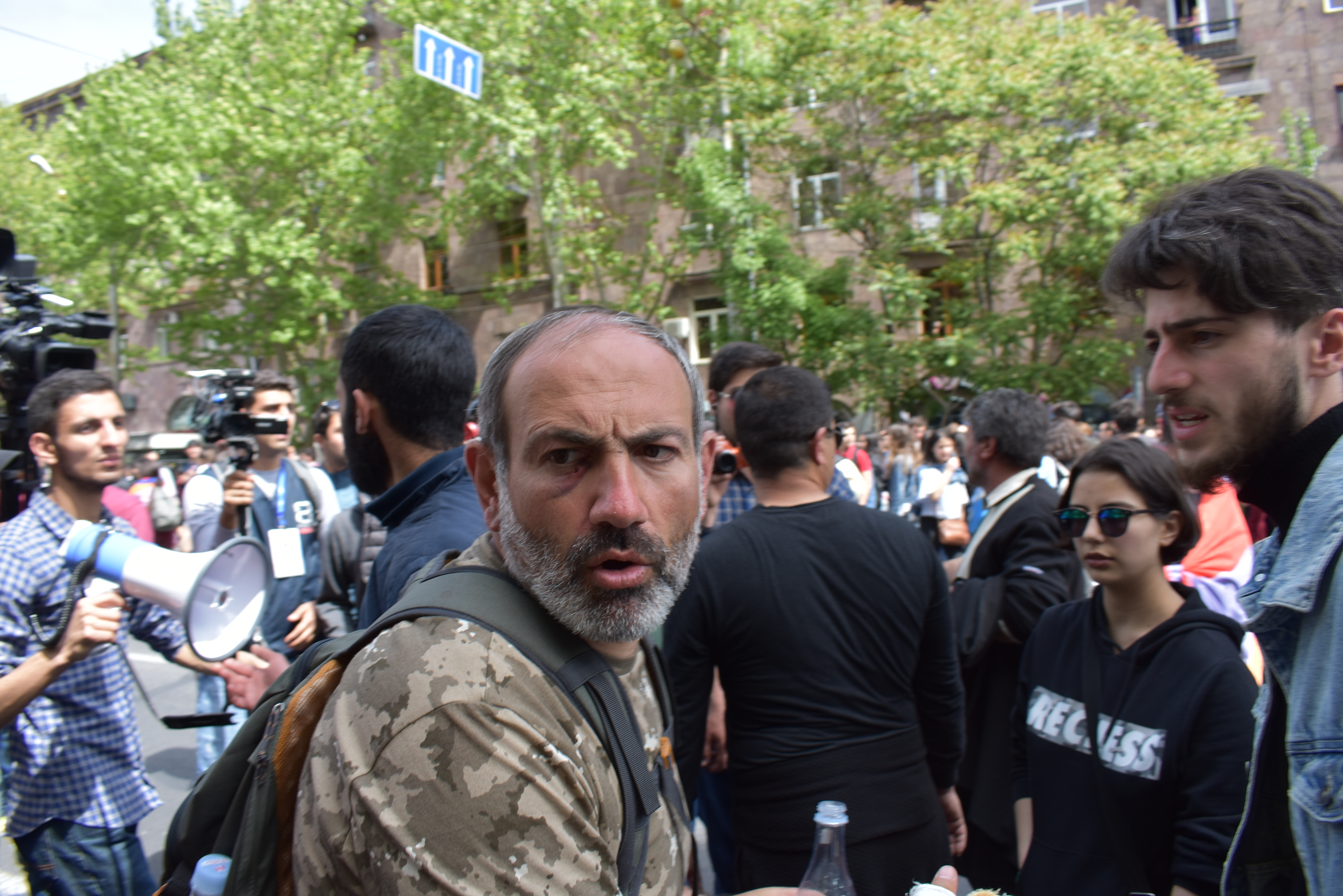
Пашинян во время протестов

- 19 апреля — с самого утра протестующие блокировали дом Правительства, в течение дня в Ереване продолжались шествия, а вечером вновь состоялся митинг на площади Республики. Более 120 демонстрантов были задержаны полицией за день (из них 20 человек были задержаны ещё утром)[21].

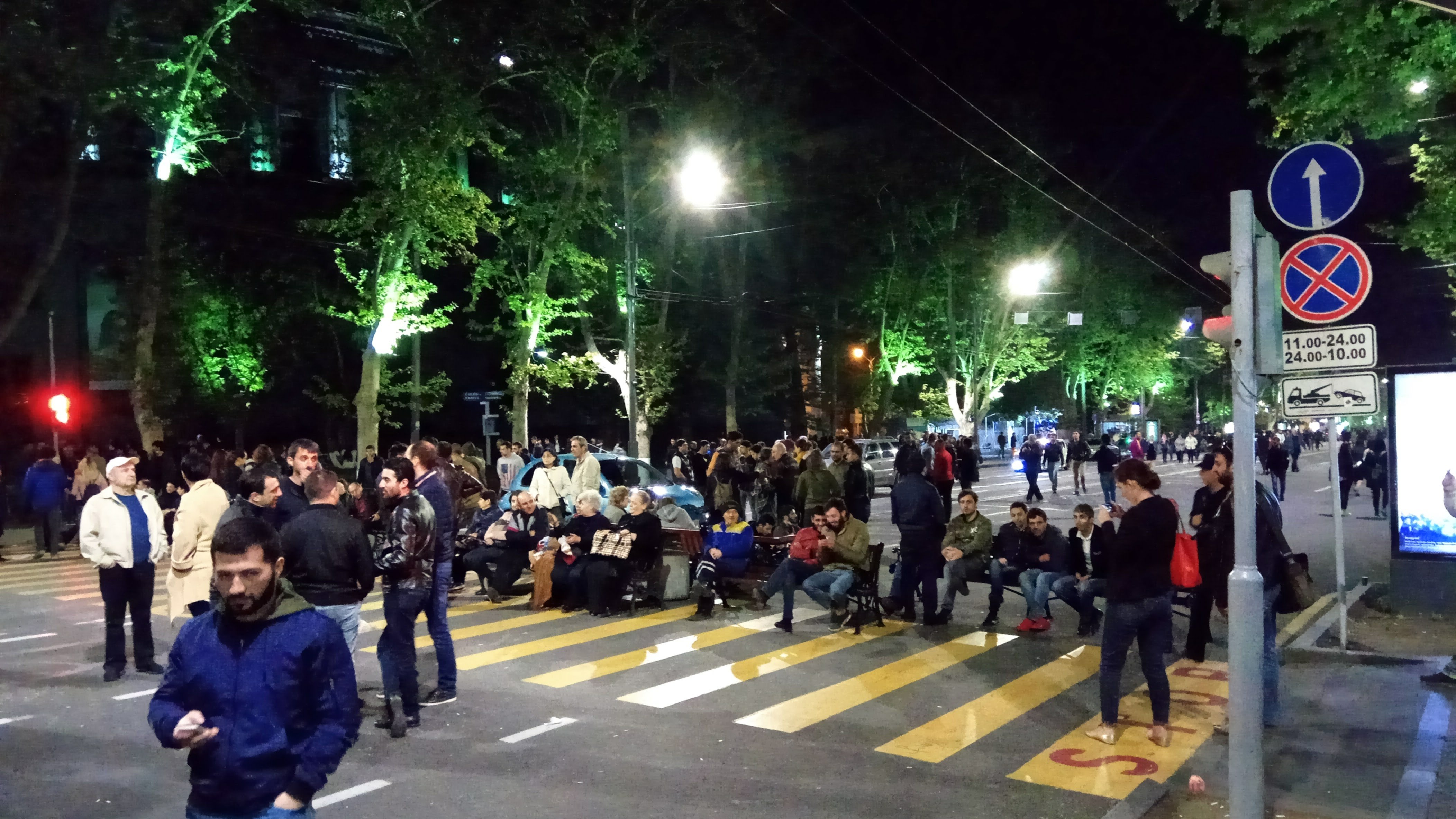
Перекрытие движения протестующими

- 20 апреля — Никол Пашинян призвал протестующих в Ереване к транспортной блокаде[22]. После начала блокады с утра были задержаны 16 человек[23]. Демонстранты блокировали улицы по всему Еревану и в центре Гюмри, блокированию подверглись также межгородские трассы, в частности Ереван-Абовян, а также магистраль, ведущая к международному аэропорту Звартноц[24]. Дороги блокировались как людьми, так и транспортом. Протестующие блокировали автомобиль министра обороны Армении Вигена Саркисяна, но служба безопасности, применив силу, оттеснила людей[25]. В результате за весь день в Ереване были задержаны 233 человека. Президент страны Армен Саркисян призвал стороны к диалогу[26]. С призывом сесть за стол переговоров выступил также первый вице-премьер Армении Карен Карапетян[27]. Вечером по традиции начался митинг с требованием отставки премьера. Лидер протестующих Пашинян заявил, что диалог с властью возможен только по вопросам сроков отставки Саргсяна и формирования временного правительства[28].

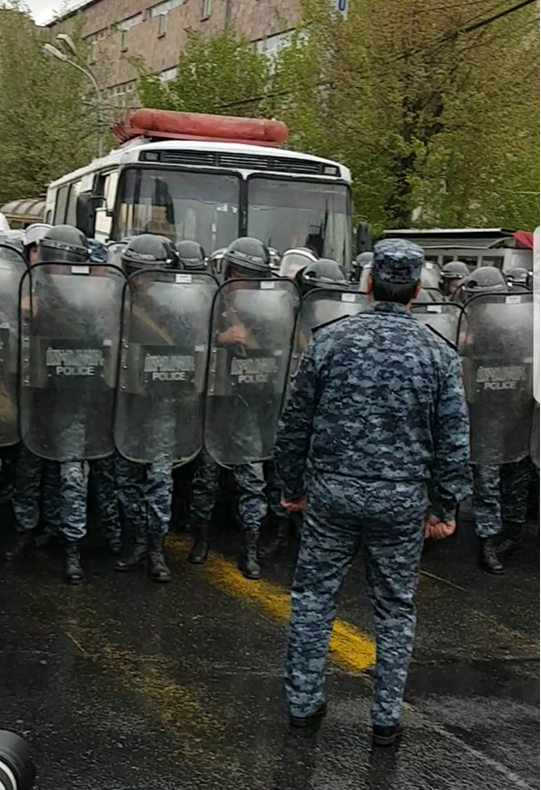
Полиция на проспекте Комитаса

- 21 апреля — протесты и столкновения с полицией продолжились[29]. Демонстранты начали шествие с окраины столицы, района Нор-Норк, и дошли до центральной площади Республики. Вечером на площади Республики состоялся митинг. Весь день протестующие блокировали улицы в Ереване, а вечером все снова собрались на митинг на площади Республики. Всего за день полицией были задержаны более 100 человек, в том числе один из лидеров движения Армен Григорян. Ему грозит уголовная ответственность за организацию массовых беспорядков[30]. Кроме того, Служба Национальной безопасности Армении сообщила о задержании шести человек якобы по подозрению в подготовке взрывов и оказания давления на государственные органы, для того, чтобы добиться выполнения ими конкретных требований[31]. Около 19 часов вечера (по Ереванскому времени) президент Армении Армен Саркисян прибыл на площадь Республики, где встретился с лидером протестов Николом Пашиняном[32]. В то же время премьер-министр страны Серж Саргсян заявил, что готов уйти в отставку после урегулирования проблемы Карабаха. По словам Саргсяна, он занял пост премьер-министра из-за сложной геополитической обстановки в регионе[33]. Позднее было сообщено, что Президент встретился с премьером.

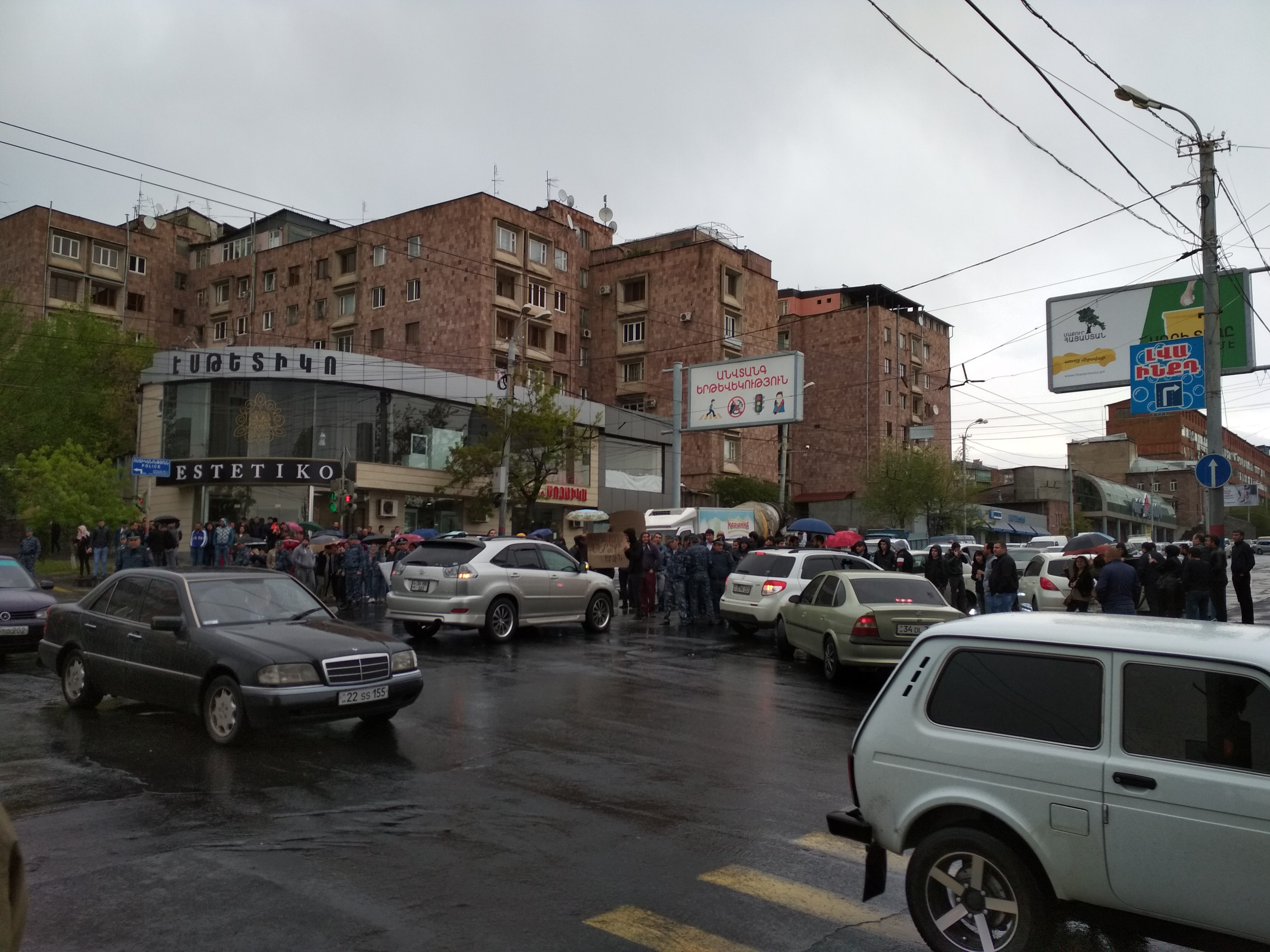
Перекрытое движение в Ереване

- 22 апреля — в 10.00 в отеле Мариотт-Армения прошли переговоры лидера оппозиции и премьер-министра страны. Пашинян настаивал на обсуждении сроков отставки премьера, на что Саргсян заявил, что оппозиционная фракция «Елк», которую представляет Пашинян, набрала «7-8 % голосов и не имеет права говорить от имени народа». После чего сорвал переговоры, покинув встречу[34][35]. Пашинян в ответ призвал сторонников с удвоенной силой продолжить акции гражданского неповиновения и в 19:00 вновь собраться на площади Республики[36]. После задержания Пашиняна, полиция начала жестокий разгон и задержания протестующих, семь человек ранены[37][38][39]. Член правления партии «Гражданский договор», депутат Сасун Микаелян призвал собравшихся не двигаться с места, выйти на улицы и бороться за освобождение Пашиняна. После обращения Микаелян был задержан, также задержаны депутат Арарат Мирзоян, а днём ранее приводу в полицию подверглись два лидера протеста Давид Санасарян и Армен Григорян[40][41][42]. Генеральная прокуратура Армении выдвинула задержанным депутатам обвинения в организации и проведении незаконных массовых собраний[43]. За день 280 демонстрантов были задержаны полицейскими столицы[44]. Вечером задержан член Правления партии «Гражданский договор» Тигран Авинян[45]. Полиция Еревана заблокировала площадь Республики с целью недопущения проведения митинга, запланированного на вечер. Протестующие продолжают шествия по городу[46][47]. Певица Эрна Юзбашян, основатель и исполнительный директор музыкального центра «Каденс» Ника Бабаян, кинорежиссёр Рубен Гини[48] и актёр Мкртыч Арзуманян отказались от звания «Заслуженный артист Республики Армения» в знак протеста против применения силы полицией против безоружных и мирных людей[49]. Вечером на площади Республики под руководством члена правления партии «Гражданский договор», временного координатора движения «Мой шаг» Алена Симоняна состоялся митинг, на котором собралось 200,000 человек[50][51]. Представитель партии «Гражданский договор» Рубен Рубенян заявил, что 23 апреля в 8:15 продолжатся мирные децентрализованные акции, которые по традиции завершатся вечерним митингом[52].
- 23 апреля — акции протеста продолжились в разных районах Еревана. Одно из шествий началось у Ереванского государственного университета. Другие демонстранты вышли на проспект Баграмяна и улицу Орбели, часть протестующих расположилась в районе Ачапняк, ещё одна группа активистов — на перекрёстке улиц Корюн и Терян. Учащиеся также собрались на митинг у Ереванского государственного медицинского университета имени Мхитара Гераци. К шествию примкнули военные, студенты медвуза и священнослужители[53]. Работницы швейной фабрики «Глория» в Ванадзоре также объявили забастовку[54]. Министр обороны республики Виген Саркисян пригрозил, что армия Армении может быть привлечена к решению внутригосударственных проблем, но только в случае объявления чрезвычайного режима в стране[55]. Писательница Наринэ Абгарян выступила с поддержкой протестующих по всей Армении. Она обвинила премьер-министра Саргсяна в лишении её родителей надежды после ареста оппозиционных депутатов и заявила, что готова сделать тысячу шагов, чтобы отвергнуть Сержа[56].

Днём 23 апреля премьер-министр Саргсян подал в отставку. Из ереванского СИЗО были отпущены ранее задержанные оппозиционные депутаты (Пашинян и другие). Временно исполняющим обязанности главы правительства стал первый вице-премьер Карен Карапетян. «Никол Пашинян был прав. Я ошибся. В сложившейся ситуации, у ситуации есть несколько решений, но ни на одно из них я не пойду. Это не мое. Я оставляю должность руководителя нашей страны… „Уличное“ движение выступает против моего пребывания на этой должности, я выполняю ваше требование. Мира, гармонии и логики нашей стране», — говорится в заявлении Саргсяна. На площади Республики собрались десятки тысяч протестующих, которые приветствуют отставку Саргсяна. Правительство ушло в отставку, президент принял отставку.

## После отставки Саргсяна

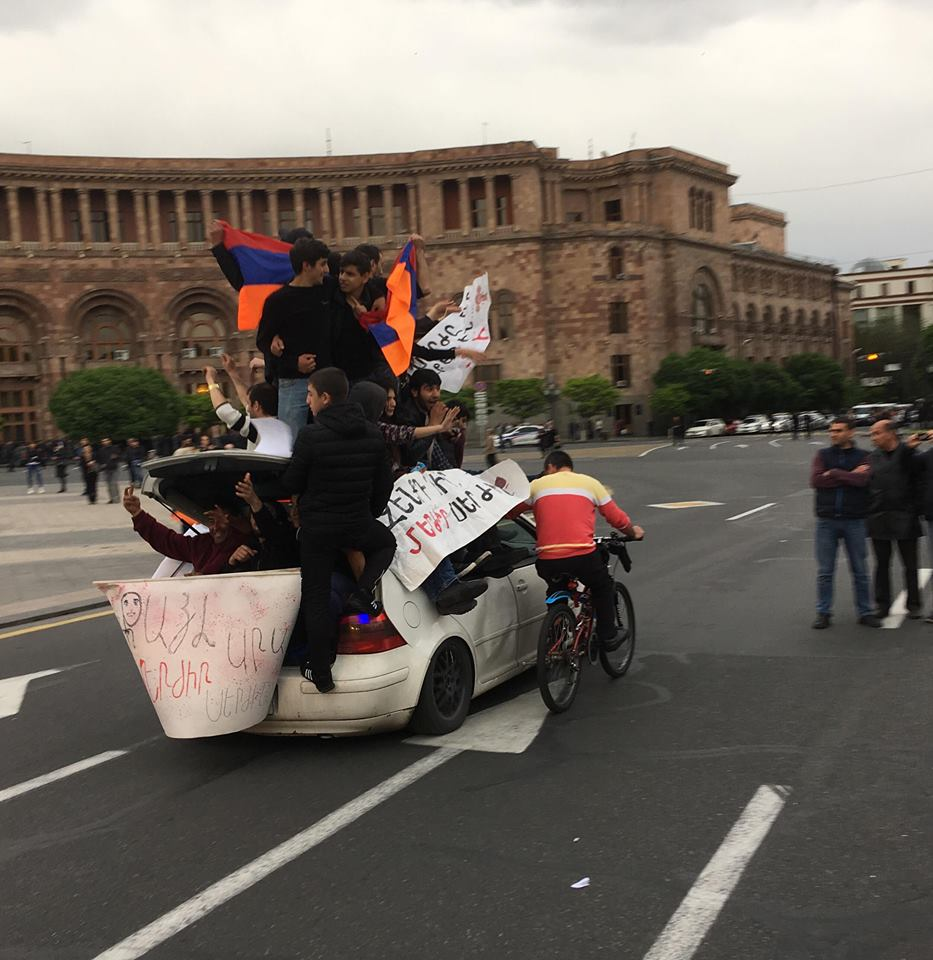
Протестующие ликуют после отставки Саргсяна

На 25 апреля 2018 года были запланированы переговоры Пашиняна и и. о. председателя правительства Армении Карапетяна. Однако 24 апреля Пашинян сказал, что переговоры отменены, так как формат переговоров определялся в одностороннем порядке Карапетяном. Пашинян также требует от Республиканской партии (РПА) отказаться от власти, передать её народу и провести досрочные парламентские выборы. На 11 часов утра намечен митинг на площади Республики.
- 25 апреля возобновились акции протеста в Ереване. Протестующие вновь перекрыли главные дороги столицы. Полицейские начали стягивать спецтехнику и колючую проволоку в центр города[61]. Лидер крупнейшей оппозиционной партии «Процветающая Армения» Гагик Царукян призвал сторонников поддержать протесты и выйти на улицы[62]. Поддержку выразила также партия «Наследие»[63]. Исполняющий обязанности премьера Армении Карен Карапетян предложил провести в стране досрочные парламентские выборы. В свою очередь Пашинян заявил, что выборы необходимо проводить при новом временном правительстве, чтобы вновь не допустить фальсификаций. В случае, если власти решатся провести выборы, оппозиция будет их активно бойкотировать: не участвовать, блокировать избирательные участки и не ьпозволять организовать мероприятие по возрождению Республиканской партии[64][65]. Полиция взяла под охрану здание РПА в Ереване. И.о министра спорта Грачья Ростомян подал в отставку[66]. Протестующих поддержали депутаты фракции «Дашнакцутюн» Сурен Манукян и Андраник Карапетян[67]. К этому моменту у блока Пашиняна «Елк» и примкнувшего к нему «Блока Царукян» («Процветающая Армения») 40 голосов. Для избрания премьером кандидата от оппозиции им необходимо получить 53 голоса[68]. «Дашнакцутюн» вышел из коалиционного договора с РПА в парламенте. В результате на стороне Пашиняна оказалось 47 депутатов[69]. Блок «Елк» выдвинул Пашиняна кандидатом в премьер-министры страны[70]. В Совете старейшин Еревана фракция Елк потребовала отставки мэра Тарона Маргаряна[71]. Пашинян заявил на вечернем митинге, что Карапетян хотел ввести чрезвычайное положение. Он также рассказал, что некоторые депутаты от правящей партии обещали голосовать за «кандидата от народа», коим является Пашинян[72][73]. В Посольстве РФ прошла беседа с оппозицией Арменией, в том числе с Пашиняном[74].
- 26 апреля правящая партия РПА во главе с Сержем Саргсяном заявила о готовности к переговорам без предварительных условий[75]. Председатель Национального собрания Армении Ара Баблоян заявляет, что 1 мая будет созвано специальное заседание парламента по вопросу избрания премьер-министра[76]. В этот же день в Ереване продолжились шествия. Протестующие блокировали дороги города, в частности мост на севере столицы, а также здание парламента и резиденцию премьера[77][78][79]. Позднее Никол Пашинян призвал сторонников временно прекратить блокировать дороги и сосредоточиться на решении вопроса большого количества автомобилей без номеров или с закрытыми номерами, которые нарушают правила дорожного движения[80]. В отставку ушли исполняющий обязанности министра науки и образования Левон Мкртчян, и. о. министра территориального управления и развития Армении Давид Локян, и. о. министра охраны природы Арцвик Минасян, губернатор Ширакской области Артур Хачатрян и губернатор Арагацотнской области Ашот Симонян. Все эти чиновники входят в партию «Дашнакцутюн», которая ранее вышла из правящей коалиции с РПА[81]. СМИ сообщили, что Республиканская партия Армении (РПА) приняла решение выдвинуть в качестве кандидата на выборах премьера Карена Карапетяна. Однако вице-спикер парламента и член исполнительного органа РПА Эдуард Шармазанов не подтвердил эту информацию[82].
- 27 апреля переговоры Пашиняна и Карапетяна не состоялись. Оппозиция прибыла в Гюмри на митинг[83].
- 28 апреля кандидатуру Пашиняна на пост премьера решили поддержать 3 из 4 партий, имеющих места в парламенте («Елк», «Процветающая Армения» и «Дашнакцутюн»)[84]. Правящая партия (РПА) отказалась выдвигать своего кандидата в премьер-министры страны[85]. Ранее партия признала своей ошибкой монополизацию власти в Армении[86]. Также в этот день провели встречу Пашинян и президент Армении Армен Саркисян[87]. В Дилижане и Ванадзоре прошли митинги[88].
- 29 апреля протестующие перекрыли главные дороги Еревана, а вечером состоялся митинг на площади Республики[89].
- 30 апреля Пашинян стал единственным кандидатом на пост премьер-министра[90].
- 1 мая Пашинян заявил, что в этот день правящая РПА решила провалить выборы премьер-министра в парламенте и призвал людей выйти на улицы[91][92]. На специальном заседании Национального собрания кандидатура Пашиняна была отклонена 55 голосами. За кандидатуру Пашиняна проголосовали 45 депутатов[93]. И.о замминистра территориального развития и управления Вараздат Карапетян подал в отставку[94]. На митинге Пашинян объявил о начале со 2 мая блокады аэропортов и дорог, призвал к стачке учащихся и работников[95].
- 2 мая с самого утра жители села Паракар перекрыли автотрассу из Еревана в международный аэропорт «Звартноц». В Ереване перекрыты все основные дороги: центр города и дороги, связывающие центр с окраинами[96]. Также перекрыта дорога к министерству юстиции Армении[97]. Из-за «тотальной забастовки» в Ереване заседание парламента не состоялось, так как перед началом встречи зарегистрировалось 33 депутата (кворум — 53 депутата). Вторая по численности в парламенте партия — «Процветающая Армения» объявила о бойкоте работы парламента. Несмотря на это, спикер парламента Ара Баблоян назначил второй тур выборов премьер-министра страны на 8 мая. Он также призвал прекратить нападки на депутатов. По его словам, депутаты становятся объектом угроз и оскорблений на улице и в соцсетях, а также их адреса и телефонные номера выкладывают в свободный доступ[98][99]. Никол Пашинян призвал госслужащих к всеобщей забастовке, а своих сторонников — к тотальным акциям гражданского неповиновения, включающей перекрытие всех улиц и дорог[95]. В итоге за весь день бастующие перекрыли автомобильное движение практически во всем Ереване, движение по железной дороге Гюмри — Ереван, блокировали ряд госзданий, в том числе Минюста, Минкультуры и Минобразования[100]. В связи с протестами в отставку подал исполняющий обязанности министра культуры Армении Армен Амирян. Сначала он заявлял, что он не министр, а всего лишь исполняет его обязанности. Однако после настойчивых просьб с улицы он заявил об уходе со своего поста[101]. Вечером правящая Республиканская партия заявила, что вновь не будет выставлять своего кандидата, но в этот раз поддержит оппозиционного. Три фракции парламента — «Елк», «Дашнацутюн» и «Царукян» — уже заявили, что поддержат Никола Пашиняна[102]. Вечером состоялся митинг на площади Республики[103]. Пашинян призвал сторонников не выходить на улицы протестовать с 3 мая[104].
- 3 мая вёлся сбор подписей депутатов парламента за кандидата Пашиняна. В итоге к вечеру были собраны 41 подпись, при необходимых 35[105].
- 4 мая Пашинян через Facebook призвал людей к бдительности, быть готовыми к митингам и акциям гражданского сопротивления[106].
- 7 мая Серж Танкян выступил в Ереване вместе с Николом Пашиняном и поздравил движение с победой, исполнив песню «Бари арагил» («Добрый аист») на музыку Алексея Экимяна[107].
- 8 мая Никол Пашинян в Национальном собрании (парламенте) Армении был избран премьером. За Пашиняна проголосовали 59 депутатов, против — 42 депутата. В Армении объявлен выходной. Вечером Пашинян выступил на площади.

## Реакция
Многие деятели культуры заявили о солидарности с оппозиционным движением. В частности, известный музыкант Серж Танкян из System of a Down обратился к активистам, заявив о своей солидарности и поддержке, подчеркнув недопустимость однопартийного правления в Армении. Некоторые организации диаспоры, в частности Конгресс армян Европы, также выразили поддержку оппозиции.

## Армянская бархатная революция в искусстве
Армянская бархатная революция почти сразу же нашла свой отклик в современном армянском искусстве. Одна из первых деятелей искусства, затронувших тему, была художница Анна Согомонян со своей картиной «Армянская бархатная революция». Это многофигурная композиция в сказочном стиле, присущем автору, которая включает в себя людей разных типов, участвовавших в событиях весны 2018 года. По утверждению автора, эта картина очень символична не только потому, что она была создана в очень эмоциональный период и представляет собой концентрированное отражение этих эмоций, но и потому, что она была продана в день поражения армян во Второй Карабахской войне, что, по сути, может символизировать провал надежд национального пробуждения 2018 года.
В июле 2018 года в выставочном зале «Альберт и Тове Бояджян» Государственной академии художеств Армении искусствоведом Мери Казаряном была организована фотовыставка под названием «Бархатная революция: между картинкой и реальностью», на которой были представлены работы молодых фотографов, поймавших свежее дыхание революции, известные и неизвестные страницы весенних событий, впечатляющие эпизоды и лица.
В октябре 2018 года в Национальном историческом музее Армении арт-критик Вардан Джалоян и группа художников организовали выставку современного искусства «Революционный сенсорий», где ключевые события революции представлялись посетителям музея в сочетании фотографий и видеоинсталий.
9 мая 2019 года в рамках 59-й Венецианской биеннале искусства состоялось открытие армянского павильона, где проект «Революционный сенсорий» был представлен под кураторством арт-критика Сусанна Гюламирян. Участниками проекта были группа художников «Артлаб Ереван» (Ованес Маргарян, Вардан Джалоян, Артур Петросян, Гагик Чарчян) и художница Нарине Аракелян.
В ноябре 2018 года был перезапущен литературный сайт «Грохуцав», основанный писателями Арпи Восканяном и Амбарцумом Амбарцумяном. С 2011 года «Грохуцав» сплотил на одной площадке писателей, вовлеченных в оппозиционную, политическую борьбу и не гнушающихся привести в литературу политические и социолные проблемы, но в июле 2017 года из-за отсутствия финансовых средств прекратил свою деятельность. Перезапущенный проект имеет ряд подпроектов, один из которых называется «Революционная программа». Эта программа осуществляется публикацией произведений, в центре внимания которых бархатная революция в Армении в 2018 году со своими результатами и последствиями.